# Albert E. Hill
Albert Ewing Hill (* 14. Oktober 1870 in Tennessee; † 23. Januar 1933 in Nashville, Tennessee) war ein US-amerikanischer Politiker. Zwischen 1915 und 1917 war er als Präsident des Staatssenats faktisch Vizegouverneur des Bundesstaates Tennessee, auch wenn dieses Amt formell erst 1951 eingeführt wurde.
Albert Hill lebte in Tennessee und war Mitglied der Demokratischen Partei. Er saß in drei zusammenhängenden Legislaturperioden im Senat von Tennessee. Nach dem Tod von Hugh  C. Anderson am 1. März 1915 wurde er dessen Nachfolger im Amt des Senatspräsidenten. Bis Januar 1917 beendete er die angebrochene Amtszeit seines Vorgängers. In dieser Eigenschaft war er Stellvertreter von Gouverneur Tom C. Rye. Damit bekleidete er faktisch das Amt eines Vizegouverneurs. Dieser Posten war bzw. ist in den meisten anderen Bundesstaaten verfassungsmäßig verankert; in Tennessee ist das erst seit 1951 der Fall. Nach seiner Zeit im Staatssenat verliert sich seine Spur wieder. Es wird nur noch erwähnt, dass er am 23. Januar 1933 in Nashville starb.